# SMT Goupil 2
SMT Goupil 2 (Goupil 2) је професионални рачунар, производ фирме SMT који је почео да се израђује у Француској током 1981. године.
Користио је Motorola 6808 (исто као 6800 са уграђеним РОМ-ом) као централни микропроцесор а РАМ меморија рачунара Goupil 2 је имала капацитет од 16 KB (до 64 KB). Као оперативни систем кориштен је FLEX (опциони).

## Детаљни подаци
Детаљнији подаци о рачунару Goupil 2 су дати у табели испод.
|                       |                                                                                                 |
| [ 1 ]                 |                                                                                                 |
| Произвођач            |                                                                                                 |
| Тип                   | професионални рачунар                                                                           |
| Меморија              | 16 (до 64 )                                                                                     |
| Поријекло             | Француска                                                                                       |
| Година                | 1981                                                                                            |
| Тастатура             | Пуни помак, AZERTY 102-тастер, тастатура са нумеричким и едит тастерима. 12 функцијских тастера |
| Процесор              | Motorola 6808 (исто као 6800 са уграђеним РОМ-ом)                                               |
| Фреквенција процесора | 1                                                                                               |
| RAM                   | 16 (до 64 )                                                                                     |
| ROM                   | 16                                                                                              |
| Текст                 | 16 x 64, 24 x 80                                                                                |
| Графика               | опциона 256 x 256 тачака картица, са 8 боја                                                     |
| Боја                  | 8                                                                                               |
| Звук                  | 1 глас, уграђени звучник                                                                        |
| Димензије             | 52,5 (ширина) x 55 (дубина) x 12,5 (висина) / 10                                                |
| Портови               |                                                                                                 |
| Оперативни систем     |                                                                                                 |